# ユリシーズ・ケイ
ユリシーズ・ケイ（Ulysses Kay、1917年1月7日 - 1995年5月20日）はアメリカ合衆国の作曲家。アフリカ系アメリカ人。作品はほとんどが新古典主義によっている。

## バイオグラフィ
アリゾナ州ツーソン出身。ジャズミュージシャンのキング・オリヴァーの甥で、ピアノ、ヴァイオリン、サクソフォーンを教わった。アフリカ系アメリカ人の作曲家ウィリアム・グラント・スティルの激励を受け、アリゾナ大学に入学した。その後ニューヨーク州ロチェスターのイーストマン音楽学校の院生となり、ハワード・ハンソンとバーナード・ロジャーズに師事した。
1941年にバークシャー・ミュージック・センターで著名な新古典主義の作曲家パウル・ヒンデミットに出会い、翌年までイェール大学で教えを受けた。
第二次世界大戦中は海軍の音楽隊に勤務したが、戦後はコロンビア大学でオットー・ルーニングに師事し、1949年から1953年までローマに留学した。
1953年から1968年まで舞台芸術の構成を行うブロードキャスト・ミュージック社に勤務した後、ニューヨーク市立大学リーマン校の教授となり、20年間教壇に立った。